# Кашина Казалети (Лоди)
Кашина Казалети је насеље у Италији у округу Лоди, региону Ломбардија.
Према процени из 2011. у насељу је живело 13 становника. Насеље се налази на надморској висини од 71 м.